# Fork

fork() — системный вызов в Unix-подобных операционных системах, создающий новый процесс (потомок), который является практически полной копией процесса-родителя, выполняющего этот вызов.
Концепция ветвления процессов впервые описана в 1962 году Мелвином Конвеем и в 1964 году реализована в форме системного вызова в Project Genie, откуда заимствована Томпсоном при реализации Unix; позднее вызов включён в стандарт POSIX.
Между процессом-потомком, порождаемым вызовом fork(), и процессом-родителем существуют различия:
- PID процесса-потомка отличен от PID процесса-родителя;
- значению PPID процесса-потомка присваивается значение PID процесса-родителя;
- процесс-потомок получает собственную таблицу файловых дескрипторов, являющуюся копией таблицы процесса-родителя на момент вызова fork(); это означает, что открытые файлы наследуются, но если процесс-потомок, например, закроет какой-либо файл, то это не повлияет на таблицу дескрипторов процесса-родителя;
- для процесса-потомка очищаются все ожидающие доставки сигналы;
- временная статистика выполнения процесса-потомка в таблицах ОС обнуляется;
- блокировки памяти и записи, установленные в процессе-родителе, не наследуются.

После вызова fork() алгоритм обычно разветвляется (в случае успешного выполнения функции fork() она возвращает PID процесса-потомка родительскому процессу и нуль — процессу-потомку. Если порождение процесса-потомка закончилось неудачей, функция fork() возвращает значение −1).
После fork() процесс-потомок чаще всего выполняет системный вызов exec(), загружающий в пространство процесса новую программу (именно так, и только так, в Unix-системе выполняется запуск программы в отдельном процессе). Так, первый (нулевой) процесс Unix (ядро системы) создаёт свою копию, чтобы запустить init (процесс с PID = 1), который в свою очередь создаёт дочерние процессы для запуска инициализации системы и терминалов.
Некоторые программы создают дочерние процессы не для запуска другой программы, а для выполнения параллельной задачи. Так, например, поступают простые сетевые серверы — при подсоединении клиента сервер создаёт свою копию (дочерний процесс), которая обслуживает клиентское соединение и завершается по его закрытии. Родительский же процесс продолжает ожидать новых соединений.
Вызов fork() выполняется довольно долго, так как требует копирования большого количества данных. Для того чтобы это обойти, некоторые сетевые серверы (например, веб-серверы Apache и Lighttpd) создают дочерние процессы заранее, чтобы уменьшить время отклика сервера. Также существуют «облегчённые» реализации fork() (например, в ядре Linux), отображающие в новый процесс страницы памяти родительского вместо того, чтобы их копировать (новая страница создаётся только при изменении её содержимого одним из процессов), что существенно снижает время создания нового процесса (техника copy-on-write).